# Molophilus leonardi
Molophilus leonardi är en tvåvingeart som beskrevs av Günther Theischinger 1992. Molophilus leonardi ingår i släktet Molophilus och familjen småharkrankar. Inga underarter finns listade i Catalogue of Life.